# K League Classic 2014
La K League Classic 2014 fue la 32.ª temporada de la K League. Contó con la participación de doce equipos. El torneo comenzó el 8 de marzo y terminó el 30 de noviembre de 2014.
El nuevo participante fue Sangju Sangmu, que volvió luego de permanecer un año en la segunda división. Además, Seongnam Ilhwa Chunma y Chunnam Dragons pasaron a competir oficialmente bajo las denominaciones de Seongnam FC y Jeonnam Dragons respectivamente.
El campeón fue Jeonbuk Hyundai Motors, por lo que clasificó a la Liga de Campeones de la AFC 2015. Por otra parte, salió subcampeón Suwon Samsung Bluewings, quien también ganó su derecho a disputar el máximo torneo continental. Los otros cupos para la Liga de Campeones asiática fueron para FC Seoul y Seongnam FC.
En lo que se refiere a descensos, Sangju Sangmu perdió la categoría después de terminar en el último lugar de la tabla de posiciones y pasó a disputar la K League Challenge en la temporada 2015. Asimismo, Gyeongnam FC perdió la promoción con Gwangju FC y también bajó de división.

## Reglamento de juego
El torneo se disputó en un formato de todos contra todos a tres rondas, de manera tal que cada equipo debió jugar dos partidos de local y uno de visitante (o viceversa) contra sus otros once contrincantes. Una victoria se puntuaba con tres unidades, mientras que el empate valía un punto y la derrota, ninguno.
Para desempatar se utilizaron los siguientes criterios:
1. Puntos
2. Diferencia de goles
3. Goles anotados
4. Resultados entre los equipos en cuestión

Después de la 33.ª fecha, la liga se bifurcó en dos secciones: Zona Campeonato, para los equipos momentáneamente ubicados en los seis primeros lugares, y Zona Descenso, para los conjuntos restantes. Cada sección se disputó en un formato de todos contra todos a una sola ronda, de manera tal que cada equipo debió jugar un partido de local o uno de visitante contra sus otros cinco contrincantes de zona. Una victoria se puntuaba con tres unidades, mientras que el empate valía un punto y la derrota, ninguno. Para desempatar se usaron los mismos criterios que para la fase regular.
El último de la Zona Descenso perdería automáticamente la categoría y pasaría a jugar en la K League Challenge 2015, mientras que se jugarían dos partidos de promoción entre el penúltimo de este grupo y un equipo de la segunda división.

## Tabla de posiciones

### Temporada regular
| Pos. | Equipo                     | Pts. | PJ | G  | E  | P  | GF | GC | Dif. | Clasificación o descenso                                    |
| ---- | -------------------------- | ---- | -- | -- | -- | -- | -- | -- | ---- | ----------------------------------------------------------- |
| 1    | Jeonbuk Hyundai Motors (C) | 81   | 38 | 24 | 9  | 5  | 60 | 22 | +38  | Fase de grupos de la Liga de Campeones de la AFC 2015       |
| 2    | Suwon Samsung Bluewings    | 67   | 38 | 19 | 10 | 9  | 52 | 37 | +15  | Fase de grupos de la Liga de Campeones de la AFC 2015       |
| 3    | FC Seoul                   | 58   | 38 | 15 | 13 | 10 | 42 | 28 | +14  | Tercera ronda previa de la Liga de Campeones de la AFC 2015 |
| 4    | Pohang Steelers            | 58   | 38 | 16 | 10 | 12 | 50 | 39 | +11  |                                                             |
| 5    | Jeju United                | 54   | 38 | 14 | 12 | 12 | 39 | 36 | +3   |                                                             |
| 6    | Ulsan Hyundai              | 50   | 38 | 13 | 11 | 14 | 44 | 43 | +1   |                                                             |
|      |                            |      |    |    |    |    |    |    |      |                                                             |
| 7    | Jeonnam Dragons            | 51   | 38 | 14 | 9  | 15 | 48 | 53 | −5   |                                                             |
| 8    | Busan IPark                | 43   | 38 | 10 | 13 | 15 | 37 | 49 | −12  |                                                             |
| 9    | Seongnam FC                | 40   | 38 | 9  | 13 | 16 | 32 | 39 | −7   | Clasificado a la Liga de Campeones de la AFC 2015           |
| 10   | Incheon United             | 40   | 38 | 8  | 16 | 14 | 33 | 46 | −13  |                                                             |
| 11   | Gyeongnam FC               | 36   | 38 | 7  | 15 | 16 | 30 | 52 | −22  | Promoción de descenso                                       |
| 12   | Sangju Sangmu              | 34   | 38 | 7  | 13 | 18 | 39 | 62 | −23  | Descendido a K League Challenge 2015                        |

 Fuente: South Korea 2014
Notas:
1. ↑  Seongnam FC se clasificó para la Liga de Campeones de la AFC 2015 al ganar la Copa FA de Corea 2014.

### Después de la 33.ª fecha
| Avance al Grupo A (Zona Campeonato) 1. Jeonbuk Hyundai Motors 2. Suwon Samsung Bluewings 3. Pohang Steelers 4. FC Seoul 5. Jeju United 6. Ulsan Hyundai | Avance al Grupo B (Zona Descenso) 7. Jeonnam Dragons 8. Incheon United 9. Busan IPark 10. Seongnam FC 11. Sangju Sangmu 12. Gyeongnam FC |

## Promoción
| Ida; 3 de diciembre de 2014, 19:00 (UTC+9) | Gwangju FC                                   | 3:1 (1:1) | Gyeongnam FC   | Estadio Mundialista, Gwangju   |                                |
|                                            | Y.T. Cho 20' · Diego 48' · Sreten 85' (a.g.) | Reporte   | Stojanović 32' | Asistencia: 2.667 espectadores | Asistencia: 2.667 espectadores |

| Vuelta; 6 de diciembre de 2014, 14:00 (UTC+9) | Gyeongnam FC  | 1:1 (0:0) | Gwangju FC   | Changwon Football Center, Changwon |                                |
|                                               | S.Y. Song 70' | Reporte   | H.N. Kim 75' | Asistencia: 1.969 espectadores     | Asistencia: 1.969 espectadores |

Gwangju FC ganó por 4 a 2 en el marcador global y ascendió a la K League Classic para la temporada 2015, al mismo tiempo que Gyeongnam FC descendió a la K League Challenge.

## Campeón
|                                            |
|                                            |
| Campeón Jeonbuk Hyundai Motors 3.er título |